# Seminario Castrense San Juan de Capistrano
Seminario Castrense San Juan de Capistrano es una casa de formación sacerdotal en donde los futuros capellanes de la Fuerza Armada Nacional Bolivariana se preparan para evangelizar el medio militar.

## Fundación
El seminario Castrense de Venezuela empieza sin sede propia, solo con algunos seminaristas admitidos por el II Obispo Mons. José Hernán Sánchez Porras quien ve la necesidad de crear el Seminario donde los futuros Capellanes Militares puedan vivir juntos y formarse en el carisma especial de un sacerdote inmerso en el medio militar. 
Es por eso que por medio de las Hermanas de San José de Tarbes (El Paraíso), con la ayuda directa de la Hermana Rosa y la Hermana Lucía, se da una casa en calidad de comodato al Ordinariato militar para Venezuela para que allí se formarán los sacerdotes.

### Primer Rector
Mons. Luis Humberto Maldonado Nadal fue el primer fue rector de esta casa de estudios sacerdotales desde el 15 de octubre de 2002 hasta el 22 de julio de 2016. Quien aceptó su nombramiento por parte del Obispo Sánchez Porras, quien le preguntó ¿A quien ponemos de Rector?. A la cual respondió "Si no hay nadie más, me coloca a mi"

## Sedes[3]

### Primera Sede
En octubre de 2002, fue dada en comodato la casa del noviciado de las hermanas de San José de Tarbes, ubicada en la urbanización de Sarría, Parroquia San Bernardino en Caracas. Allí funcionó el Seminario Castrense hasta el 2009.

### Segunda Sede
Por ayuda del presidente de la República, Hugo Chávez se logró la adquisición de la nueva sede apropiada para la formación de sacerdotes, ubicada en la Parroquia El Paraíso (Caracas). En el año 2009. 

## Formación[4]
La Iglesia pide que los futuros presbíteros se formen adecuadamente, por eso los seminaristas Castrenses se forman en las áreas de: Espiritualidad, Pastoral o Apostólica, Académica, Humana y Disciplinaria. 

### Espiritual[6]
La formación espiritual es muy importante para el futuro sacerdote, crecer espiritualmente hace que las demás áreas mejoren. Los seminaristas oran a Dios todos los días con los rezos propios de la Iglesia, Laudes, Nona, Vísperas y Completas. 

### Pastoral[7]
Desde el segundo año del Seminario se envían a distintas unidades militares como misioneros de la Palabra de Dios, en la cual colaboran con el Capellán en las actividades de Catequesis, Charlas, Ponencias, Cursos, en las Misas, etc.. Todos los años, por la temporada vacacional todos los seminaristas deben hacer una semana de misión en alguna capellanía militar o donde lo requiera el Sr. Obispo Castrense.

### Académica[8]
Los seminaristas castrenses se forman intelectualmente en Filosofía y Teología como lo pide la Iglesia Católica antes de ser Ordenados como presbíteros. las sedes donde cursan estudios son: Sede del Seminario Castrense el primer año y los siguientes años en el Seminario Santa Rosa de Lima (Caracas) Serían 8 años de estudios y se divide de la siguiente manera:
- Introductorio (1 año). Todo seminarista que ingresa al seminario castrense debe realizar un año de preparación y ambientación al carisma propio del Ordinariato militar para Venezuela.
- Filosofía. (3 años). Realizan sus estudios de Filosofía en el Seminario Santa Rosa de Lima (Caracas).
- Teología. (4 años). Realizan sus estudios de Teología en el Seminario Santa Rosa de Lima (Caracas).

### Humana[9]
Toda persona debe brillar por sus virtudes humanas, el seminarista castrense no es la excepción; por tanto los futuros presbíteros deben buscar desarrollar las facultades y todas las facetas de la persona.

### Disciplina
La disciplina es fundamental para el futuro capellán militar, por tanto se cuida que el seminarista se vaya educando en esta área para su futuro ministerio. 

## Rectores
1. Mons. Luis Humberto Maldonado Nadal, (2002-2016)
2. Pbro. José Alexis Sánchez Pérez, (2016-2020)
3. Pbro. José Ursesino Monsalve Patiño, (2020-Actualmente)

## Formadores
- Obispo Castrense: Excmo. Mons. DR. GB. Benito Adán Méndez Bracamonte.
- Rector: Pbro. DR. Tcnel. José Ursesino Monsalve Patiño
- Director Espiritual: Pbro. Gustavo Espinoza
- Director Académico: Pbro.  Omar Porras
- Director de Formación Humana Administrador: Pbro Dr. Ptte. Jonnathan Olivares Bejarano
- Director de Pastoral:  Pbro. Omar Porras